# قائمة أنواع القيطم
يوجد عدة أنواع من جنس القيطم:	  
- قيطم إتومبوي (الاسم العلمي:Xenopus itombwensis)
- قيطم أرتيري (الاسم العلمي:Xenopus clivii)
- قيطم أفريقي (الاسم العلمي:Xenopus laevis)
- قيطم أندريا (الاسم العلمي:Xenopus andrei)
- قيطم أوغندي (الاسم العلمي:Xenopus ruwenzoriensis)
- قيطم بركاني (الاسم العلمي:Xenopus amieti)
- قيطم بيترسي (الاسم العلمي:Xenopus petersii)
- قيطم رأس الرجاء (الاسم العلمي:Xenopus gilli)
- قيطم سافاني (الاسم العلمي:Xenopus longipes)
- قيطم فريجري (الاسم العلمي:Xenopus fraseri)
- قيطم فكتوري (الاسم العلمي:Xenopus victorianus)
- قيطم قزمي (الاسم العلمي:Xenopus pygmaeus)
- قيطم كيني (الاسم العلمي:Xenopus borealis)
- قيطم لارجني (الاسم العلمي:Xenopus largeni)
- قيطم لندو (الاسم العلمي:Xenopus lenduensis)
- قيطم ماوا (الاسم العلمي:Xenopus boumbaensis)
- قيطم مداري (الاسم العلمي:Xenopus tropicalis)
- قيطم مداري جنوبي (الاسم العلمي:Xenopus epitropicalis)
- قيطم مغطى (الاسم العلمي:Xenopus vestitus)
- قيطم مولري (الاسم العلمي:Xenopus muelleri)
- قيطم ويتي (الاسم العلمي:Xenopus wittei)